# Франческо Петрарка
Франче́ско Петра́рка (итал. Francesco Petrarca;  20 июля 1304, Ареццо, Флорентийская республика — 19 июля 1374, Аркуа-Петрарка, Венецианская республика) — итальянский поэт, глава старшего поколения гуманистов, один из величайших деятелей итальянского Проторенессанса, ученик Варлаама Калабрийского.

## Биография
Родился 20 июля 1304 года в Ареццо, где нашёл себе убежище eго отец, флорентийский юрист Пьетро ди сер Паренцо (прозвище Петракко),  изгнанный из Флоренции — одновременно с Данте — за принадлежность к партии «белых» гвельфов. После долгих скитаний по небольшим городам Тосканы родители девятилетнего Франческо переселились в Авиньон, а затем его мать — в соседний Карпантра.
Здесь, на юге нынешней Франции, Петрарка поступил в школу, научился латинскому языку и проявил интерес к римской литературе. Окончив обучение (1319), Петрарка по желанию отца начал изучать право, сначала в Монпелье, а потом в Болонском университете, где оставался до смерти отца (1326). Но юриспруденция совсем не интересовала Петрарку, который всё более и более увлекался классическими писателями.
По окончании университета он не стал юристом, а принял священство, чтобы найти средства к жизни, так как по наследству от отца он получил только рукопись сочинений Вергилия. Поселившись в Авиньоне при папском дворе, Петрарка вступил в духовное звание и сблизился с могущественной фамилией Колонна, один из членов которой, Джакомо, был его университетским товарищем, а в следующем году, 1327 году, впервые увидел Лауру де Нов, неразделённая любовь к которой составила главный источник его поэзии и послужила одной из причин его удаления из Авиньона в уединённый Воклюз.
Петрарка также известен первым официально зарегистрированным восхождением (со своим братом) на вершину горы Ванту, которое состоялось 26 апреля 1336 года, хотя известно, что до него вершину посещали Жан Буридан и древние жители этой местности.
Покровительство Дж. Колонны и литературная известность доставили ему несколько церковных синекур; он приобрёл домик в долине речки Сорг, где с перерывами прожил 16 лет (1337—1353). Между тем письма Петрарки и его литературные произведения сделали его знаменитостью, и он почти одновременно получил приглашение из Парижа, Неаполя и Рима принять коронование лавровым венком. Петрарка выбрал Рим и был торжественно венчан на Капитолии в церкви Санта-Мария-ин-Арачели лавровым венком на Пасху 1341 года за поэму «Африка» — этот день некоторые исследователи считают началом эпохи Возрождения.
Прожив около года при дворе пармского тирана Аццо ди Корреджо, он снова вернулся в Воклюз. Мечтая о возрождении величия Древнего Рима, он стал проповедовать восстановление римской республики, поддерживая авантюру «трибуна» Колы ди Риенци (1347), что испортило его отношения с Колонной и побудило переселиться в Италию. После двух продолжительных путешествий по Италии (1344—1345 и 1347—1351), где он завязал многочисленные дружеские связи (в том числе с Боккаччо), Петрарка навсегда покинул Воклюз в 1353 году, когда на папский престол вступил Иннокентий VI, считавший Петрарку волшебником, ввиду его занятий Вергилием.
Отклонив предложенную ему кафедру во Флоренции, Петрарка поселился в Милане при дворе Висконти; исполнял разные дипломатические миссии и, между прочим, был в Праге у императора Карла IV, двор которого посещал по его приглашению ещё во время его пребывания в Мантуе. В 1361 году Петрарка оставил Милан и после неудачных попыток вернуться в Авиньон и переселиться в Прагу поселился в Венеции (1362—1367), где жила его незаконнорождённая дочь с мужем.
Отсюда он почти ежегодно предпринимал продолжительные путешествия по Италии. Последние годы жизни Петрарка провёл при дворе Франческо I да Каррара, отчасти в Падуе, отчасти в загородной деревеньке Аркуа, где и умер в ночь с 18 на 19 июля 1374 года, не дожив одного дня до своего 70-летия. Его нашли утром за столом с пером в руке над жизнеописанием Цезаря. На местном кладбище красуется памятник из красного мрамора, поставленный поэту его зятем Броссано, бюст же воздвигнут в 1667 году.

## Творчество
Произведения Петрарки распадаются на две неравные части: итальянскую поэзию и разнообразные сочинения, написанные на латыни.

### Италоязычное творчество

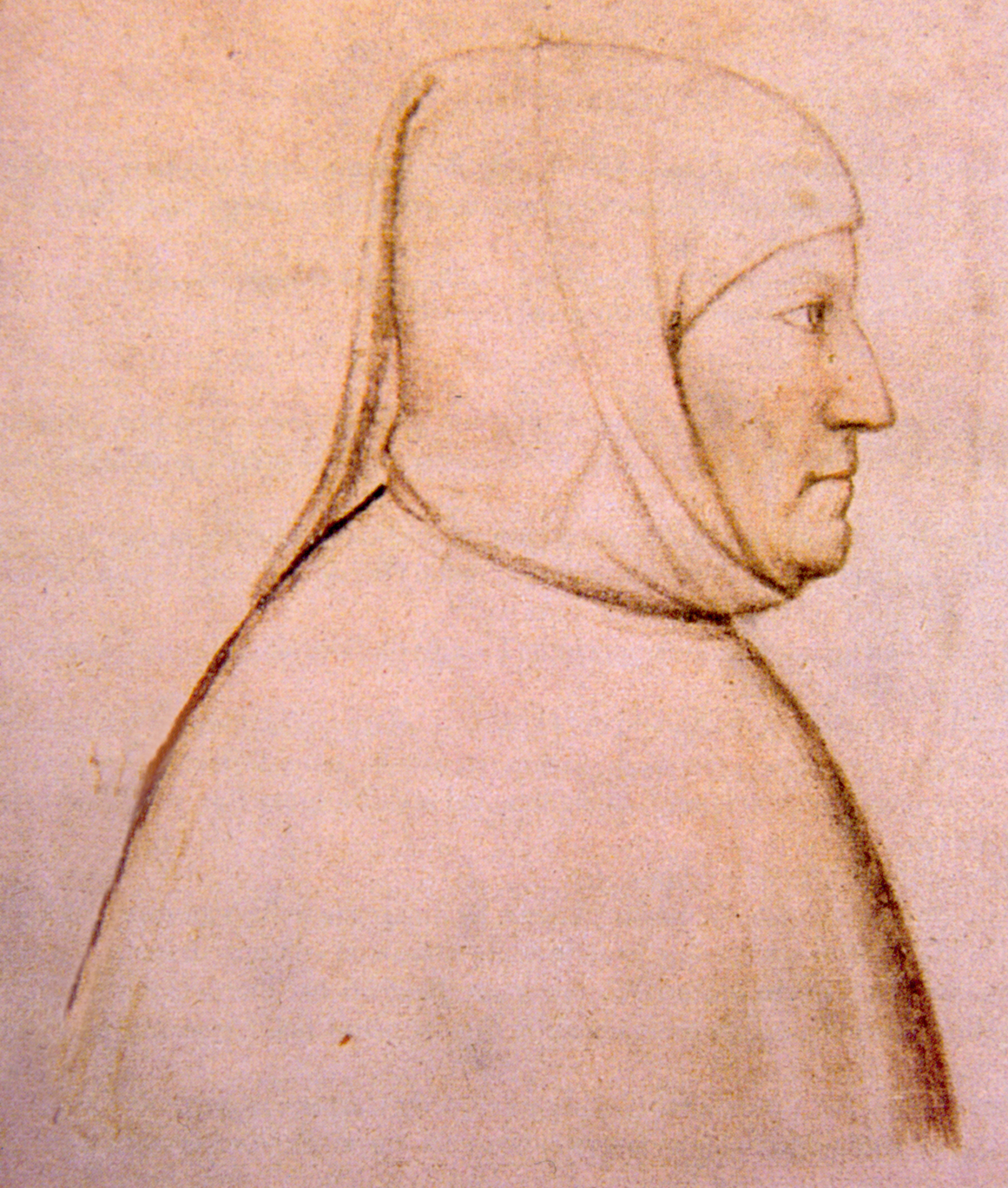
Альтикьеро да Дзевио, портрет Петрарки

Если латинские произведения Петрарки имеют больше историческое значение, то мировая слава его как поэта основана исключительно на его итальянских стихах. Сам Петрарка относился к ним с пренебрежением, как к «пустякам», «безделкам», которые он писал не для публики, а для себя, стремясь «как-нибудь, не ради славы, облегчить скорбное сердце». Непосредственность, глубокая искренность итальянских стихов Петрарки обусловила их громадное влияние на современников и позднейшие поколения.
Свою возлюбленную он называет Лаурой и сообщает о ней только то, что впервые увидел её в церкви Санта-Кьяра 6 апреля 1327 года и что ровно через 21 год она скончалась, после чего он воспевал её ещё 10 лет. Двухчастный сборник посвящённых ей сонетов и канцон («на жизнь» и «на смерть мадонны Лауры»), традиционно называемый Il Canzoniere (ит. букв. «Песенник»), или Rime Sparse, или (по-латыни) Rerum vulgarium fragmenta — центральное по значению сочинение Петрарки на итальянском языке. Кроме изображения любви к Лауре в «Канцоньере» содержится несколько стихотворений разного содержания, преимущественно политического и религиозного. «Канцоньере», выдержавшее уже до начала XVII века около 200 изданий и комментированное целой массой учёных и поэтов от Л. Марсильи в XIV веке до Леопарди в XIX веке, определяет значение Петрарки в истории итальянской и всеобщей литературы.
В другом сочинении на итальянском языке, поэме «Триумфы» («Trionfi») поэт аллегорически изображает победу любви над человеком, целомудрия — над любовью, смерти — над целомудрием, славы — над смертью, времени — над славой и вечности — над временем.
Петрарка создал истинно художественную форму для итальянской лирики: поэзия впервые является у него внутренней историей индивидуального чувства. Этот интерес к внутренней жизни человека проходит красной нитью и через латинские произведения Петрарки, которые определяют его значение как гуманиста.

### Латинское творчество

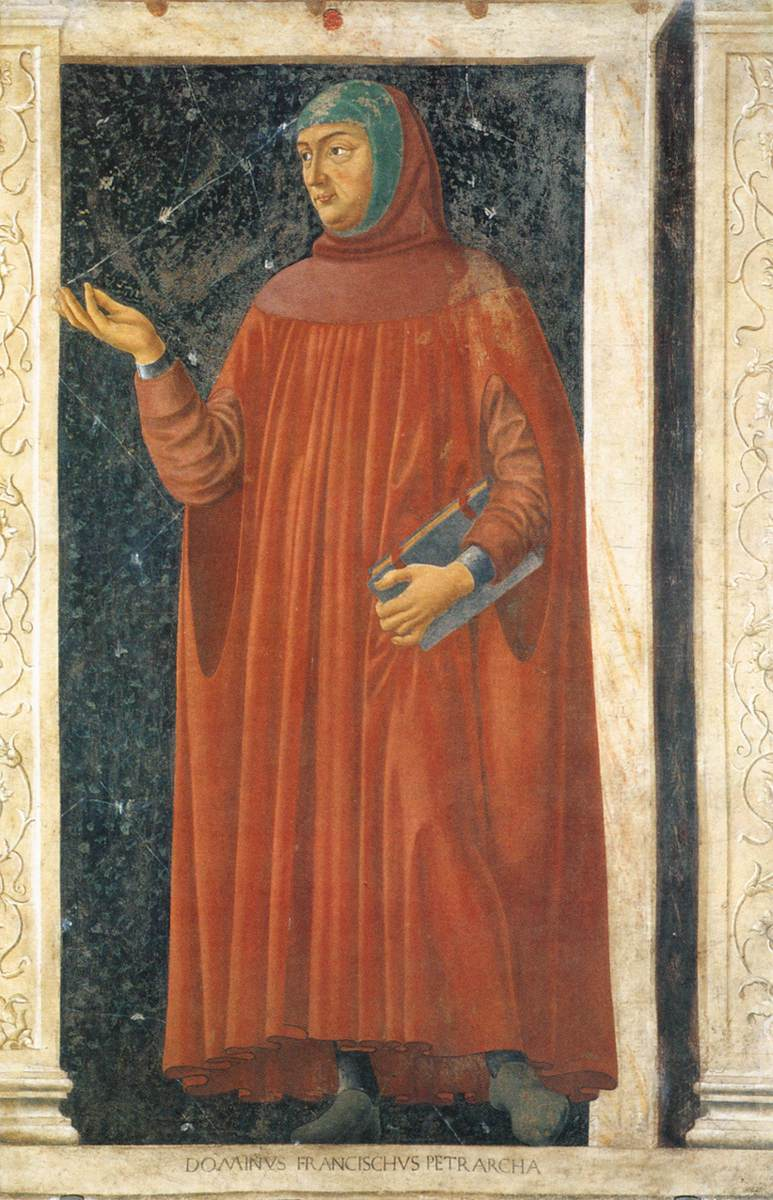
Портрет Петрарки работы Андреа дель Кастаньо, фрески виллы Кардуччо

Сюда относятся, во-первых, две его автобиографии: одна, неоконченная, в форме письма к потомству («Epistola ad posteros») излагает внешнюю историю автора, другая, в виде диалога Петрарки с блаженным Августином — «О презрении к миру» («De contemptu mundi» или «De secreto conflictu curarum suarum», 1343), изображает его нравственную борьбу и внутреннюю жизнь вообще. Источником этой борьбы служит противоречие между личными стремлениями Петрарки и традиционной аскетической моралью; отсюда особый интерес Петрарки к этическим вопросам, которым он посвятил 4 трактата («De remediis utriusque fortunae» («О средствах против превратностей судьбы»), «De vita solitaria» («Об уединённой жизни»), «De otio religioso» («О монашеском досуге») и «De vera sapientia» («Об истинной мудрости»).
Оставаясь строго верующим католиком, Петрарка в этих трактатах, а также в переписке и других произведениях, старается примирить свою любовь к классической литературе (латинской, так как греческому Петрарка не обучался) с церковной доктриной, причём резко нападает на схоластов и на современное ему духовенство.
Особенно — в «Письмах без адреса» («Epistolae sine titulo»), переполненных резкими сатирическими выпадами против развратных нравов папской столицы — этого «нового Вавилона».
Эти письма составляют четверокнижье, все из них адресованы то реальным, то воображаемым лицам — своеобразный литературный жанр, навеянный письмами Цицерона и Сенеки и пользовавшийся огромным успехом как вследствие их мастерского латинского слога, так и в силу их разнообразного и актуального содержания.
Критическое отношение Петрарки к церковной современности с одной стороны и к древней литературе с другой служит проявлением его повышенного самосознания и критического настроения вообще: выражением первого служат его полемические сочинения — инвектива против медика, который осмелился поставить свою науку выше поэзии и красноречия («Contra medicum quendam invectivarum libri IV»), инвектива против французского прелата, порицавшего возвращение в Рим Урбана V («Contra cujusdam Galli anonymi calumnias apologia»), такая же инвектива против одного французского прелата, нападавшего на сочинения и поведение Петрарки («Contra quendam Gallum innominatum, sed in dignitate positum») и полемический трактат против аверроистов («De sui ipsius et multorum ignorantia»).
Критицизм Петрарки и его интерес к этическим вопросам обнаруживается и в его исторических сочинениях — «De rebus memorandis libri IV» (сборник анекдотов и изречений, заимствованных из латинских авторов и современных, расположенных по этическим рубрикам, например об уединении, о мудрости и т. п.; целый трактат во второй книге этого сочинения посвящён вопросу об остротах и шутках, причём многочисленные иллюстрации к этому трактату позволяют признать Петрарку создателем жанра коротенькой новеллы-анекдота на латинском языке, получившего дальнейшее развитие в «Фацециях» Поджо) и «Vitae virorum illustrium» или «De viris illustribus» («О знаменитых мужах») — биографии знаменитых римлян. Особенно важное значение имеет обширная переписка Петрарки («Epistolae de rebus familiaribus et variae libri XXV» и «Epistolae seniles libri XVII»), составляющая главный источник для его биографии и дополнение к его произведениям; многие из его писем представляют собой моральные и политические трактаты, иные — публицистические статьи (например письма по поводу переселения пап в Рим и переворота Кола ди Риенцо).
Менее значимыми считаются торжественные речи Петрарки, описание достопримечательностей на пути от Генуи до Палестины («Itinerarium Syriacum») и латинская поэзия — эклоги, в которых аллегорически отражены события из личной жизни и политики того времени («Bucolicum carmen in XII aeglogas distinctum»), эпическая поэма «Африка», где воспеваются подвиги Сципиона, приводятся покаянные псалмы и молитвы.
В истории гуманизма Петрарку воспринимают как основателя гуманистической литературы, которая характеризуется глубоким интересом к внутренней жизни человека, критическим отношением к прошлому и современности, нацеленностью на поиск в древних источниках оснований для выработки нового миросозерцания и оправдания меняющихся потребностей личности.
Вплоть до начала XX века наиболее полным собранием сочинений Петрарки являлось «Opera omnia», изданное в Базеле в 1554 году. В XIX веке лучшей публикацией его переписки считалось «Epist. famil. et variae», подготовленное Fracassetti (Флоренция, 1854—1863; в итальянском переводе с многочисленными примечаниями: Флоренция, 1863—1867). Жизнеописание Петрарки включено в полное издание биографий знаменитых людей от Razzolini (Болонья, 1874); речи Петрарки изданы Hortis («Scritti inediti F. Р.», Триест, 1874); стихотворения Петрарки, за исключением любовной лирики, — Carducci («Rime di F. P. sopra argomenti morali e diversi», Ливорно, 1876). Помимо утраченной комедии «Philologia», Петрарке приписываются сохранившиеся в рукописях: «Vita Senecae», «Sententia de Terentii vita», «De casu Medeae» и «Comoedia super destructionem Caesenae».
По случаю шестисотлетнего юбилея Петрарки 11 июля 1904 г. Итальянское королевство издало закон № 365, учреждающий комиссию по «критическому изданию» всех произведений поэта (La Commissione per l’Edizione Nazionale delle Opere di Francesco Petrarca). К работе в комиссии привлекались ведущие филологи Италии, в том числе Витторио Росси (первый президент) и Джованни Джентиле. Первое издание — поэма «Африка» — состоялось в 1926 году, вслед за чем было опубликовано эпистолярное наследие Петрарки. Комиссия продолжила работу и в XXI веке. Её президентом является Микеле Фео (Michele Feo). .

## Влияние на музыку
Для истории музыки огромное значение имели различные итальянские стихи Петрарки — мадригалы, секстины, канцоны, сонеты. Впервые их положили в основу своих светских сочинений (преимущественно мадригалов) уже композиторы XIV века (Ars nova). Особенно интенсивно стихи Петрарки озвучивали мадригалисты XVI — начала XVII веков, среди которых Адриан Вилларт, Киприан де Роре, Лука Маренцио, Клаудио Монтеверди. С окончанием эпохи Возрождения интерес музыкантов к Петрарке угас, но с новой силой разгорелся у романтиков XIX века (песни Ф. Шуберта, три «Сонета Петрарки» в фортепианном сборнике «Годы странствий» Ф. Листа). Изредка к ним обращались композиторы и в XX веке (А. Шёнберг. 4-я часть Серенады, op. 24 на текст сонета Петрарки). Два сонета Петрарки в переводе Е. М. Солоновича (IX, XVII) включает в себя сольный альбом Хелависы «Леопард в городе», вышедший в 2009 году.

## Список произведений

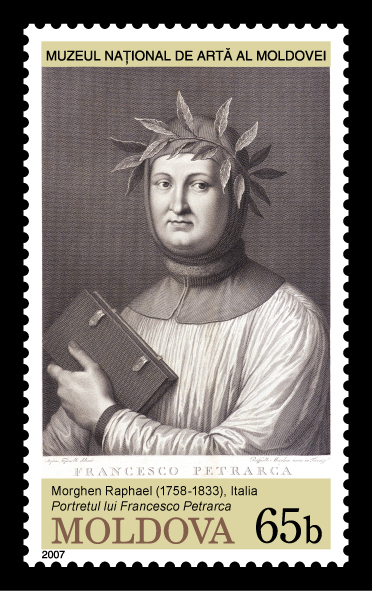
Почтовая марка Молдовы, 2007 год

- «Canzoniere» («Книга песен»), 366 сонетов к Лауре
- «Trionfi» («Триумфы»)
- Диалог «De contemptu mundi» («De secreto conflictu curarum suarum» «О презрении к миру», «Моя тайна, или Книга бесед о презрении к миру»)[англ.], 1343
- трактаты:
  - «De remediis utriusque fortunae[англ.]» ("Лекарство от счастья и несчастья"), 1360—1366
  - «De vita solitaria[англ.]», ок. 1346—1356
  - «De otio religioso», 1346—1356
  - «De vera sapientia»
- инвективы:
  - «Contra medicum quendam invectivarum», 1355
  - «Contra cujusdam Galli anonymi calumnias apologia»
  - «Contra quendam Gallum innominatum, sed in dignitate positum» («Contra eum qui maledixit Italiam»)
  - «De sui ipsius et multorum ignorantia», 1368
- «De rebus memorandis» (Rerum memorandarum libri), 1350
- «De viris illustribus» (Книга о знаменитых мужах)[англ.], 1337
- «Itinerarium ad sepulcrum Domini»
- Письма (Послания):
  - «Epistolae de rebus familiaribus et variae» (Familiares[англ.], Familiarium rerum libri), 24 книги с 350 письмами, 1325—1361.
  - «Epistolae seniles», 125 письма, 1361—1374
    - «Epistola ad posteros» («Письмо к потомкам»)

  - «Liber sine nomine» («Epistolae sine titulo», «Письма без адреса»)[англ.], 19 писем, 1342—1358
  - «Variae» (Extravagantes), 65 писем
  - «Epistole metricae», 1333—1361, 66 писем
- «Itinerarium Syriacum»
- Эклоги «Bucolicum carmen» (Буколические песни)[итал.], 1346—1357, 12 стихотворений
- эпическая поэма «Африка», 1339—1342
- De gestis Cesaris
- Contra quendam magni status hominem
- Collatio laureationis
- «Psalmi penitentiales» (Покаянные псалмы)
- Collatio coram Johanne rege
- Collatio inter Scipionem, Alexandrum, Hannibalem
- Arringhe
- Orationes
- Testamentum
- Franchecko

## Память
- В 1975–1995 годы присуждалась именная международная литературная премия в области поэзии и прозы.
- В честь Петрарки назван кратер на Меркурии.
- В честь возлюбленной Петрарки назван астероид (467) Лаура, открытый в 1901 году.
- В 2004 году его монументальная мраморная гробница была вскрыта исследователями. Анализ ДНК показал, что часть останков там принадлежат мужчине, однако череп патологоанатомы обоснованно идентифицировали как женский[12].